# Вулиця Бодянського (Львів)
Вулиця Бодя́нського — вулиця у Личаківському районі міста Львів, у місцевості Нове Знесіння. Пролягає від вулиці Ковельської до тупика, де з'єднується вузькою стежкою з вулицею Помірки. З парної частини має два бокові тупикові відгалуження.
Виникла у 1950-х роках, у 1957 році отримала назву Нова́торська. Сучасна назва — з 1993 року, на честь Осипа Бодянського, українського етнографа, письменника, професора Московського університету.
Забудова вулиці — малоповерхова, але досить різноманітна. Тут наявні одноповерхові конструктивістські будинки 1930-х років, одно- та двоповерхова барачна забудова 1950-х років, типові одноповерхові садиби 1950-х років.